# 朱翊鋑
臨清僖順王朱翊鋑（16世紀—1602年），明朝德藩第二代臨清王，臨清溫懿王朱載塐的嫡長子。

## 生平
朱翊鋑初封臨清長子。萬曆二年（1574年），臨清溫懿王朱載塐去世。萬曆五年（1577年）四月，朱翊鋑襲封臨清王。
萬曆三十年（1602年），朱翊鋑去世，諡號僖順。八年後，嫡第三子朱常瀝襲爵。

## 家庭

### 妻
- 畢氏，初冊為臨清長子夫人，萬曆五年（1577年）四月冊為臨清王妃[2]。

### 子
- 嫡長子：朱常減，夭折
- 嫡第二子：夭折
- 嫡第三子：臨清王朱常瀝
- 嫡第四子：夭折[4]